# Die Fremde (Schnitzler)
Die Fremde ist eine Erzählung des österreichischen Schriftstellers Arthur Schnitzler, die erstmals am 18. Mai 1902 in der Wiener Tageszeitung Neue Freie Presse unter dem Titel Dämmerseele erschien.
Ein Mann verliebt sich bis zur Selbstaufgabe in eine Frau, die fortwährend Gemütsschwankungen und Dämmerzuständen unterworfen ist. Sie nimmt seinen Heiratsantrag an, verlässt ihn aber noch während der Hochzeitsreise.

## Inhalt
Albert von Webeling, auf Hochzeitsreise in Innsbruck abgestiegen, findet morgens einen Abschiedsbrief seiner Frau Katharina vor, mit der er erst seit zwei Wochen verheiratet war. Er erinnert sich an die Vorgeschichte ihrer Ehe.
Nachdem Albert vor zwei Jahren erstmals der jungen Katharina begegnet war, verliebte er sich trotz Warnungen eines Freundes in die Frau, die bekanntermaßen starken Stimmungsschwankungen unterworfen war. Zwar rechnete sich Albert zunächst keine Chancen bei Katharina aus, schwor sich aber aus der Heftigkeit seiner Gefühle für sie heraus, sich das Leben zu nehmen, wenn sie einen anderen Mann ehelichen sollte. Nachdem ihre gerüchteweise Verlobung mit einem Grafen platzte, machte Albert ihr einen Heiratsantrag, den sie unbewegt annahm. Albert erkannte bald, dass seine Verlobte sich wie in einem anhaltenden Dämmerzustand bewegte und zu unerklärlichen, spontanen Handlungen neigte, und er in „eine wohl wundersame, aber Ungewisse und dunkle Epoche seines Lebens eingetreten war“. Trotz seiner festen Überzeugung, dass das Glück nicht von Dauer sein würde, heiratete er Katharina mit dem Vorsatz, sein Leben zu beenden, sobald sie ihn verlassen sollte.
Albert trifft alle Vorbereitungen, seinen Vorsatz in die Tat umzusetzen, steckt einen Revolver ein und begibt sich hinaus, um einen stillen Ort für seinen Freitod zu finden. Unterwegs sieht er durch Zufall Katharina und folgt ihr heimlich in die Hofkirche. Dort hält sie sich lange geistesabwesend auf und küsst schließlich den Fuß der Theoderich-Bronzefigur. Albert veranlasst, dass auf dem gemeinsamen Wiener Anwesen des Paares eine Imitation der Bronzeplastik aufgestellt wird, die ihn sein gesamtes Vermögen kostet, und erschießt sich anschließend im Wald.
In einem kurzen Epilog erfährt der Leser, dass nicht die Statue Katharina beschäftigte, sondern dass sie nach ihrem Aufenthalt in der Hofkirche eine kurze Affäre mit einem fremden Mann hatte und schwanger wurde. Erst einige Wochen später kehrt sie nach Wien zurück. Sie verharrt eine Weile vor der Theoderich-Figur. Dann setzt sie einen Brief an den angeblich in Verona lebenden Vater ihres ungeborenen Kindes auf, der aber nie beantwortet wird.

## Entstehung
Schnitzler behandelt die Entstehung des Textes in einem in der Nachlassmappe 170 (heute Deutsches Literaturarchiv Marbach) überlieferten Blatt: „1901.26.6 Mit O[lga Gussmann]. Hofkirche Innsbruck. Die Statue des Theoderich. / 1902.6.3. Schrieb „Theoderich“. / Späterer Titel „Dämmerseele“.“ Eine inhaltliche Verwandtschaft besteht mit dem zu Lebzeiten unveröffentlichten Dialog Abendspaziergang, der zeitnah entstanden sein dürfte und mit diesem das Motiv der Hofkirche teilt.

## Rezeption
Paul Goldmann kritisierte nach der Erstveröffentlichung der Novelle, Schnitzler überbetone das Thema „Liebe und Tod“.
Schnitzler lasse den Leser im Unklaren, um ihn schließlich zu enttäuschen, schreibt Michaela L. Perlmann.
Giuseppe Farese nennt die Erzählung „merkwürdig“. Schnitzler zeige zudem in der Novelle, dass das Gegenüber – in dem Falle die eigene Ehefrau – nicht verstanden werden könne.

## Ausgaben
- Erstdruck: Arthur Schnitzler: Dämmerseele. In: Neue Freie Presse, Nr. 13553, 18. Mai 1902, S. 31f. Online bei Anno
- Arthur Schnitzler: Die Fremde. In: Dämmerseelen. Novellen. S. Fischer, Berlin 1907, 132 Seiten
- Arthur Schnitzler: Die Fremde. S. 396–405 in Heinz Ludwig Arnold (Hrsg.): Arthur Schnitzler: Leutnant Gustl. Erzählungen 1892–1907. Mit einem Nachwort von Michael Scheffel, S. Fischer, Frankfurt am Main 1961 (Ausgabe 2004), 525 Seiten, ISBN 3-10-073552-8